# 須玉インターチェンジ

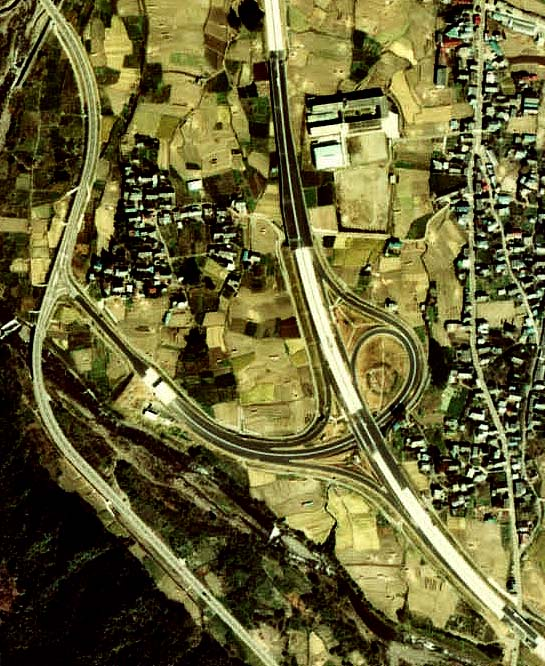
航空写真。1976年。

須玉インターチェンジ（すたまインターチェンジ）は、山梨県北杜市須玉町大豆生田にある中央自動車道のインターチェンジである。

## 道路
- E20 E52中央自動車道（17番）

## 接続する路線
- 山梨県道41号須玉インター線 (直結)
  - 国道141号

## 料金所
- ブース数：4

### 入口
- ブース数：2
  - ETC専用：1
  - 一般：1

### 出口
- ブース数：2
  - ETC専用：1
  - 一般：1

## アクセス地域
北杜市東部、韮崎市北部の最寄りインターチェンジである。1976年（昭和51年）12月19日の開通以来、国道141号を経由し清里を含む、現在の北杜市北東部、長野県南佐久郡南部と東京方面のアクセスにも使用されている。1986年（昭和61年）9月27日に隣の長坂ICが開通し、供用されている。

## 周辺
- 増富温泉
- 北杜市役所

## 須玉バスストップ
須玉バスストップは、須玉インターチェンジに併設されている中央自動車道のバス停留所である。案内上のバス停名は中央道須玉である。

### 停車する路線
- 岡谷・上諏訪 - 新宿線（中央高速バス、山梨交通・アルピコ交通・京王バス・フジエクスプレス・JRバス関東）
明野BS - 須玉BS - 長坂高根BS
- 甲府 - 名古屋線（名古屋ライナー甲府号、山梨交通・JR東海バス）
明野BS - 須玉BS - 長坂高根BS

### バス停へのアクセス
- JR東日本中央本線日野春駅、穴山駅からタクシー10分。
- JR東日本中央本線韮崎駅から山交タウンコーチバス「増富温泉郷」行きに乗車、北杜市役所停留所から徒歩4分。
- JR東日本中央本線長坂駅、日野春駅から北杜市民バス 南部巡回線 北杜市役所停留所から徒歩4分。

## 隣
E20 E52中央自動車道
(16)韮崎IC - (17)須玉IC - (17-1)長坂IC